# 언노운디제이스

2005년 3월 힙플라디오에 출연했던 unknownDJs. 왼쪽부터 DJ Bamboo, DJ Friz, DJ Pumkin, DJ Yongfla

언노운디제이스 (unknownDJs)는 2001년 결성된 대한민국의 4인조 DJ 팀이다. 멤버는 DJ Friz, DJ Pumkin, DJ Bamboo, DJ Yongfla이며 2004년 앨범을 발표한 바 있다.

## 역사
처음 DJ Friz, DJ Pumkin, DJ Yongfla는 2000~2001년 경 DJ Nega에게 레슨을 받으며 만나게 되었으며, 이후 DJ Yongfla를 통해 DJ Bamboo가 셋과 만나게 되었다. 이들은 처음에 두드러지는 활동을 보이지는 않았으나, 각자 세션 및 대회 출전 등의 활동으로, 특히 DJ Friz는 2002년 KHA DJ Battle 대회에서 3위를 차지하는 영광을 차지하기도 하였다.
이들은 앨범 작업 끝에 2004년 대한민국 최초의 턴테이블리즘 앨범 miniskurt music을 발표하였다. 이 앨범은 9트랙이 수록되었으나 실제로는 싱글 앨범으로 자신들의 음악을 그냥 소개하려는 의도로 만들었다고 라디오에서 밝혔다. 이 앨범 역시 활동은 그리 크지 않았으나 매니아들과 뮤지션들 사이에서 좋은 평을 받았다. 앨범 이후로 이들은 여러 앨범에 참여하였는데, 대표적인 곡으로는 Epik High의 The Basics, TBNY의 경극 등이 있었다. 또 Epik High 등 측근 뮤지션의 무대에 함께 서기도 하였는데, 때때로 DJ Yongfla의 자리를 DJ QNa가 메꿔주기도 하였다.
2010년 현재에 와서 DJ Friz는 Map the Soul 소속이면서 현 Planet Shiver의 멤버로, DJ Pumkin은 Amoeba Culture 소속 뮤지션으로 활동하고 있으며, DJ Yongfla는 공연 쪽으로 활동해왔으나 최근 들어서는 거의 모습을 보이지 않았다. DJ Bamboo는 TBNY 1집 투루먼쇼에 참여한 것을 비롯해, 역시 TBNY의 무대에 객원으로 많이 참여했다. 임시 객원 멤버였던 DJ QNa는 2007년 7월 Blossoming Sounds라는 솔로 앨범을 발표하기도 하였다.
앨범 발매 이후로 unknownDJs의 팀으로써의 활동은 몇 년간 없는 상태이다.
대표곡: Virus No.9-41

## 디스코그래피
- 2004년 3월 7일 miniskurt music 싱글 앨범

## 멤버
- DJ Friz (본명: 김재황, 1982년 2월 17일 ~ )
- DJ Pumkin (본명: 김수혁, 1982년 ~ )
- DJ Bamboo (본명: 김휘수)
- DJ Yongfla